# Szada
Szada nagyközség Pest vármegyében, a Gödöllői járásban, a budapesti agglomerációban.

## Fekvése
A Gödöllői-dombságban, a Gödöllőt Váccal összekötő 2104-es számú út mentén, Gödöllő és Veresegyház között fekszik. Nyugatról Mogyoróddal is határos, utóbbival a 21 109-es út köti össze.

## Története
A Szada név egyesek szerint a finnugor nyelvből származik, és valaminek a száját (száda), bejáratát jelenti. (Így névetimológiailag hasonlít többek között Taktaszadára) Gödöllő felől nézve a település pont egy völgy bejáratánál van. Más magyarázat szerint szláv eredetű, és kertet jelent. A település határában ered a Rákos-patak. Az első írásos emléke 1325-ös oklevélben van. I. Lajos király Szadát és Gödöllőt 1325-ben Pohárus Péternek adományozta, aki Abaúj-Torna vármegye főispánja volt. A háborúk alatt elnéptelenedett, majd az 1620-as évek körül kezdődött a visszatelepülés.
1794-ben épült a római katolikus temploma.
A Grassalkovich család 1810, más források szerint 1820 körül építtette kúriáját, melyet később a Pejacsevich, végül a Bánó család birtokolt.
A református templomát 1928-ban emelték a főúton, falu közepén, szemben a római katolikus templommal. A szadai reformátusok addig egy régi fatornyú templomban gyűltek össze istentiszteletre, mely a falu egyik legmélyebb pontján, az ún. Mélyárok mellett helyezkedett el.
Régi pesti elnevezése: Gyümölcstermő szent Szada (habár nem igazán jó a termőföldje, mivel sok az agyagos terület, ahol nem minden gyümölcsfa képes megélni). Az idősebbek azonban még emlékeznek a régi hatalmas cseresznyefákra és a Diósvég eperföldjeire, amelyek a szadaiak tulajdonképpeni megélhetését jelentették.

## Közélete

### Polgármesterei
| Időszak   | Polgármester   | Párt                     |
| --------- | -------------- | ------------------------ |
| 1990–1994 | Nádaski László | független                |
| 1994–1998 | Nádaski László | független                |
| 1998–2002 | Vécsey László  | független                |
| 2002–2006 | Vécsey László  | független                |
| 2006–2010 | Vécsey László  | független                |
| 2010–2014 | Vécsey László  | Fidesz-KDNP              |
| 2014–2019 | Oroszi Sándor  | független                |
| 2019–2024 | Pintér Lajos   | Változás Útján Egyesület |
| 2024–     | Pintér Lajos   | Változás Útján Egyesület |

### Önkormányzati választások

#### 2014
A településen a 2014. október 12-én megtartott önkormányzati választás érdekessége volt, hogy két jelölt is teljesen azonos névvel indult, ezért az illetékes választási szerv döntése alapján a helyben ismert becenevük alapján különböztették meg őket a választási dokumentumokban. Igaz, hogy a polgármesteri posztért csak egyikük, a Süni becenevű Oroszi Sándor indult (sikeresen), de az egyéni listán ő maga és Szódás melléknevű névrokona is elindult, és ott szerzett szavazataik száma alapján mindketten elérték a bejutási küszöböt.

#### 2019
A legutóbbi helyi önkormányzati választást a településen 2019. október 13-án tartották; Szada választópolgárai hagyományosan polgármestert és 8 tagú képviselő-testületet választhattak. Kellemes, napos, kora őszi idő csalogatta az embereket a szavazóhelyiségekbe, bizonyára ez is közrejátszhatott abban, hogy a 4207 fő választásra jogosult állampolgár több mint 53 %-a meg is jelent az urnáknál. (Helyi önkormányzati választáson 50 % feletti részvételre 2002 óta nem volt példa a település történetében.)
A településvezetői székért két jelölt indult: a polgármester-választást a Változás Útján Egyesület jelöltje, Pintér Lajos nyerte 55,08 %-kal, míg a 2014-től hivatalban lévő független polgármester, Oroszi Sándor (akit a választási dokumentumokban ezúttal az 1942-es születési évszáma alapján különítettek el a Fidesz-KDNP színeiben induló névrokonától) a szavazatok 44,92 %-át kapta. A 8 tagú képviselő-testületbe 6 tagot juttatott be a Változás Útján Egyesület, további két helyre pedig a Fidesz-KDNP képviselőjelöltjei kaptak bizalmat.

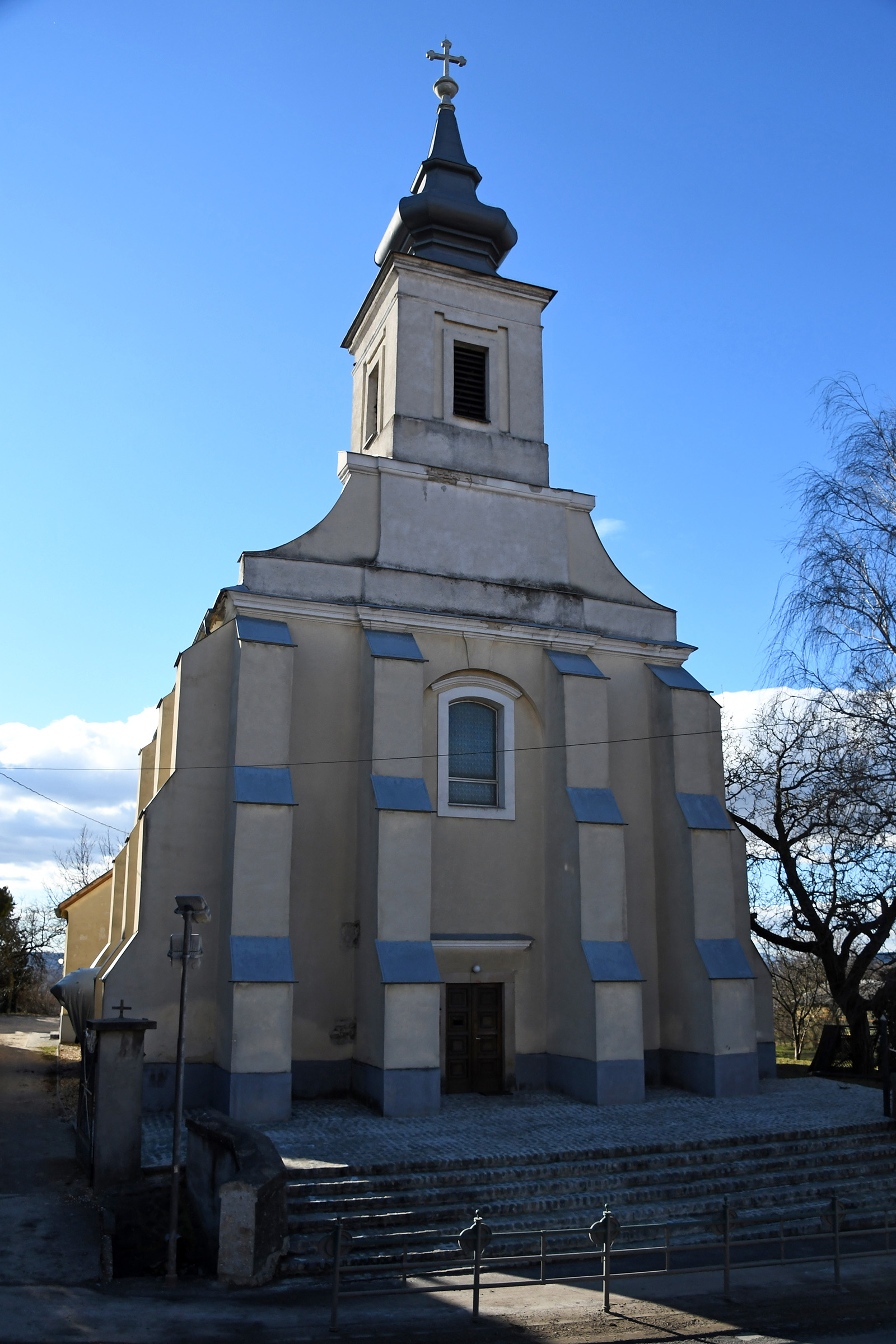
Műemlék római katolikus templom

## Településrészei
- Bucka
- Szőlőhegy
- Aranyhegy
- Pazsak
- Páskom külterület
- Négerföld külterület
- Babosok külterület

## Nevezetességei
- Schulek János tervei alapján épült református templom
- Keresztelő Szent Jánosnak szentelt római katolikus templom Than Mór Krisztus keresztelése című oltárképével
- Klasszicista stílusú faluház, volt Grassalkovich-Pejacsevich-kúria
- Margita, a Gödöllői-dombság legmagasabb pontja, tetején kilátóval (geodéziai toronnyal)
- Székely Bertalan műterem, emlékház, emlékmű
- Magyarország első passzívháza (2009. február, Szekér László tervei alapján)[11]
- A Magyar Nemzeti Cirkusz törzshelye itt található.
- Napóra fesztivál
- 2020. májusában megnyílt Magyarország első autós Szafari-Parkja, ami 2022-ben átköltözött Nagykőrös mellé[12]

## Szada címere

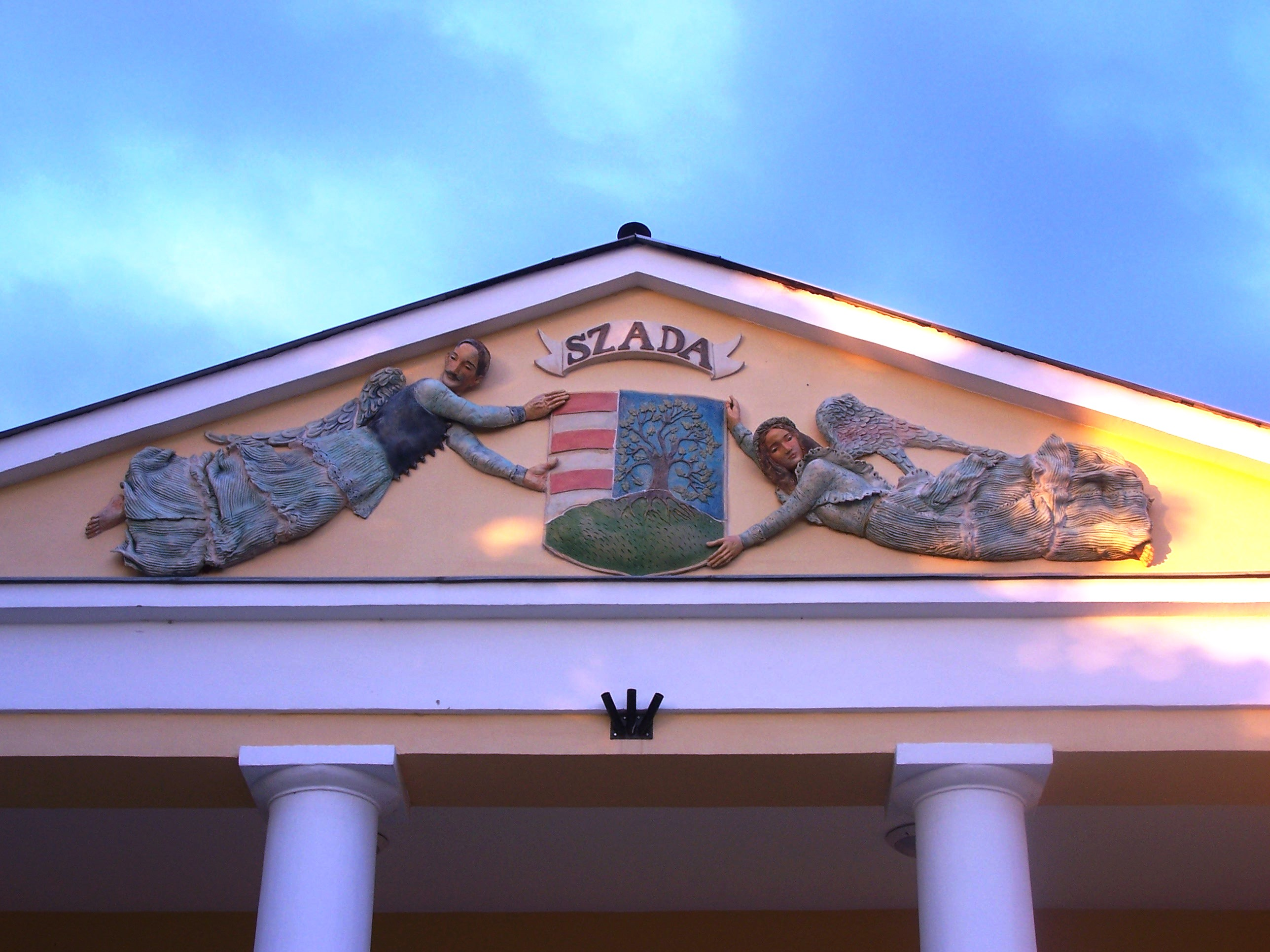
A település címere a Grassalkovich-Pejacsevich-kúria homlokzatán

Szada község címere zöld alapon, két részre bontott pajzs. A zöld mező alapon jobb oldalt a piros-fehér megosztás az árpádsávos lobogót jelképezi, míg bal oldalt kék háttérben az aranyfa régi Szadára utal (Gyümölcstermő Szent Szada). A címert a község neve fedi.
A Szada címerében látható aranyfa jelentése, hogy a szadaiak a gyümölcstermesztésben találták meg boldogulásukat. A 15.149 gyümölcsfával Szada az 1895-ös évben a váci alsó járásban a második helyen állt. Ez a csodálatos szőlő- és gyümölcskultúra virágzott a két háború között, sőt a háború frontjának átvonulása után az 1940-es évek második felében még újjáéledt. „A termő ékes ága ma is címerünk része, ott díszlik az oltalmazó dombok oldalába mélyre vetett, megtartó gyökerek fölött, amint a múlt felett van a jelen, és mindaz, ami a jövőből belátható”

## Népesség
Szada lakónépességének alakulása (fő)
A 2011-es népszámlálás során a lakosok 84,5%-a magyarnak, 1,1% németnek, 0,4% románnak, 0,2% ukránnak mondta magát (15,4% nem nyilatkozott; a kettős identitások miatt a végösszeg nagyobb lehet 100%-nál). A vallási megoszlás a következő volt: római katolikus 24,2%, református 20,4%, evangélikus 1,8%, görögkatolikus 0,7%, felekezeten kívüli 18,7% (31% nem nyilatkozott).
2022-ben a lakosság 90,5%-a vallotta magát magyarnak, 1,2% németnek, 0,4% cigánynak, 0,4% románnak, 0,3% ukránnak, 0,1-0,1% bolgárnak, ruszinnak, szlováknak és lengyelnek, 5,1% egyéb, nem hazai nemzetiségűnek (9,1% nem nyilatkozott; a kettős identitások miatt a végösszeg nagyobb lehet 100%-nál). Vallásuk szerint 21,9% volt római katolikus, 16% református, 1,3% evangélikus, 1,3% görög katolikus, 0,2% ortodox, 0,1% izraelita, 3,3% egyéb keresztény, 0,9% egyéb katolikus, 16,5% felekezeten kívüli (38,2% nem válaszolt).